# Michael Rogers
Michael Rogers (ur. 20 grudnia 1979 w Barham) – australijski kolarz szosowy i torowy, brązowy medalista olimpijski (2004) i trzykrotny mistrz świata w jeździe indywidualnej na czas.

## Kariera
Trening kolarstwa torowego rozpoczął pod okiem szkoleniowca Charliego Walsha. Następnie „Dodger” przerzucił się na kolarstwo szosowe, a swoją profesjonalną karierę rozpoczął w 2001 w drużynie Mapei-Quick Step.
Rogers wyróżniał się w peletonie umiejętnością jazdy na czas, co potwierdził zdobywając złote medale w tej konkurencji na mistrzostwach świata w Hamilton (2003), mistrzostwach świata w Weronie (2004) i mistrzostwach świata w Madrycie (2005). W 2003 roku tęczową koszulkę otrzymał po dyskwalifikacji Brytyjczyka Davida Millara.
Mocną stroną Rogersa jest również umiejętność w jeździe po górach.
W 2004 roku wystąpił na igrzyskach olimpijskich w Atenach, zajmując czwarte miejsce w jeździe indywidualnej na czas. Wyścig wygrał Amerykanin Tyler Hamilton, jednak w 2012 potwierdzono, że stosował on doping i odebrano mu medal. Dzięki temu Rogers otrzymał brązowy medal.
W lutym 2016 Australijczyk ogłosił zakończenie kariery z powodu nasilającej się arytmii serca.

## Najważniejsze osiągnięcia

### kolarstwo torowe
1997
- 1. miejsce w mistrzostwach świata juniorów (wyścig punktowy)

1998
- 1. miejsce w mistrzostwach Australii (wyścig ind. na dochodzenie)

### kolarstwo szosowe
1996
- 1. miejsce w mistrzostwach Australii juniorów (jazda ind. na czas)

1997
- 2. miejsce w mistrzostwach świata (do lat 19, jazda ind. na czas)

1999
- 2. miejsce w mistrzostwach świata (do lat 23, jazda ind. na czas)

2000
- 1. miejsce na 2. etapie Tour Down Under
- 3. miejsce w mistrzostwach świata (do lat 23, jazda ind. na czas)

2002
- 1. miejsce w Tour Down Under
  - 1. miejsce na 2. etapie
- 1. miejsce w Tour de Beauce

2003
- 1. miejsce w mistrzostwach świata (jazda ind. na czas)
- 1. miejsce w Deutschland Tour
  - 1. miejsce na 6. etapie
- 1. miejsce w Route du Sud
  - 1. miejsce na 3. etapie
- 1. miejsce w Tour de Belgium

2004
- 1. miejsce w mistrzostwach świata (jazda ind. na czas)
- 3. miejsce w igrzyskach olimpijskich (jazda ind. na czas)

2005
- 1. miejsce w mistrzostwach świata (jazda ind. na czas)
- 2. miejsce w Tour de Suisse

2006
- 10. miejsce w Tour de France

2007
- 2. miejsce w Volta Ciclista a Catalunya

2008
- 3. miejsce w Eneco Tour
- 5. miejsce w igrzyskach olimpijskich (start wspólny)
- 8. miejsce w igrzyskach olimpijskich (jazda ind. na czas)

2009
- 1. miejsce w mistrzostwach Australii (jazda ind. na czas)
- 3. miejsce w Tour of California
- 7. miejsce w Giro d’Italia

2010
- 1. miejsce w Tour of California
- 1. miejsce w Vuelta a Andalucía
- 2. miejsce w Critérium International
- 3. miejsce w Tour de Romandie
- 5. miejsce w mistrzostwach świata (jazda ind. na czas)

2012
- 1. miejsce w Bayern Rundfahrt
  - 1. miejsce na 2. i 4. (ITT) etapie
- 2. miejsce w Critérium du Dauphiné
- 3. miejsce w Critérium International
- 4. miejsce w Tour Down Under
- 5. miejsce w Tour de Romandie
- 6. miejsce w igrzyskach olimpijskich (jazda ind. na czas)

2013
- 1. miejsce w Japan Cup
- 2. miejsce w Tour of California
- 6. miejsce w Critérium du Dauphiné

2014
- 1. miejsce na 11. i 20. etapie Giro d’Italia
- 3. miejsce w Route du Sud
- 1. miejsce na 16. etapie Tour de France

## Starty w Wielkich Tourach
| Grand Tour | 2003 | 2004 | 2005 | 2006 | 2007 | 2008 | 2009 | 2010 | 2011 | 2012 | 2013 | 2014 | 2015 |
| ---------- | ---- | ---- | ---- | ---- | ---- | ---- | ---- | ---- | ---- | ---- | ---- | ---- | ---- |
| Giro       | –    | –    | –    | DNF  | –    | –    | 6.   | –    | –    | –    | –    | 18.  | 33.  |
| Tour       | 42.  | 22.  | 41.  | 9.   | DNF  | –    | 101. | 36.  | –    | 23.  | 16.  | 26.  | 36.  |
| Vuelta     | –    | –    | –    | –    | –    | –    | –    | –    | –    | –    | –    | –    | -    |